# Netta Rekola
Netta Rekola (ur. 21 grudnia 2000) – fińska siatkarka, grająca na pozycji środkowej, reprezentantka kraju.
Wychowanka klubu Oriveden Ponnistus, w którym zadebiutowała w najwyższej klasie rozgrywkowej Finlandii. Następnie reprezentowała barwy Rantaperkiön Isku oraz LP Kangasala, po czym powróciła do Oriveden Ponnistus na cztery sezony (2018-2022). Od 2022 roku siatkarka LP Kangasala.
Do seniorskiej reprezentacji Finlandii powoływana od 2022 roku. Znalazła się w składzie na turniej eliminacyjny do Mistrzostw Europy 2023.

## Sukcesy klubowe
Mistrzostwa Finlandii:
- 2016[7], 2018[8]

Puchar Finlandii:
- 2019[9]